# Gregale
Gregale, Grigal – silny, gwałtowny wiatr wiejący z północnego wschodu m.in. na Malcie.